# Düsenkühler (Fahrzeug)
Ein Düsenkühler ist ein Wärmeübertrager, bei dem durch die Erwärmung der Luft der Kühler einen gewissen Schub erzeugt. Der Effekt beruht darauf, dass die Luft bei hoher Geschwindigkeit durch den Staudruck verdichtet, durch relativ kleine Spalten durch den Kühler strömt, sich dort erwärmt und ausdehnt, um dann durch eine Düse beschleunigt den Kühler zu verlassen. Im Stand wird kein Schub erzeugt. Dieses Kühlerprinzip wurde bei Flugzeugen mit wassergekühlten Motoren eingesetzt.
Das Prinzip des Düsenkühlers wurde 1915 von Hugo Junkers patentiert und in der Junkers J 1 praktisch umgesetzt. Eine Motorverkleidung für Flugzeuge mit Sternmotoren, die nach dem gleichen Prinzip funktioniert, nennt man NACA-Haube.
Als aktiver Antrieb wird das Prinzip im Staustrahltriebwerk genutzt. Die Erwärmung erfolgt hier durch eingespritzten verbrennenden Treibstoff.